# The Nothing
The Nothing je třinácté studiové album americké metalové skupiny Korn. Album vyšlo v pátek 13. září 2019. Dle slov Davise, byl název alba přejat z filmu Nekonečný příběh. Práce na albu pomohla Davisovi překonat ztrátu manželky, jež se předávkovala drogami.

## Seznam skladeb
| Pořadí         | Název                       | Délka |
| -------------- | --------------------------- | ----- |
| 1.             | The End Begins              | 1:31  |
| 2.             | Cold                        | 3:46  |
| 3.             | You'll Never Find Me        | 3:41  |
| 4.             | The Darkness Is Revealing   | 3:40  |
| 5.             | Idiosyncrasy                | 4:39  |
| 6.             | The Seduction of Indulgence | 1:43  |
| 7.             | Finally Free                | 3:53  |
| 8.             | Can You Hear Me             | 2:53  |
| 9.             | The Ringmaster              | 3:01  |
| 10.            | Gravity of Discomfort       | 3:35  |
| 11.            | H@rd3r                      | 4:47  |
| 12.            | This Loss                   | 4:41  |
| 13.            | Surrender to Failure        | 2:21  |
| Celková délka: | Celková délka:              | 41:50 |

## Obsazení
- Jonathan Davis – zpěv, dudy
- Reginald „Fieldy“ Arvizu – basová kytara
- James Christian „Munky“ Shaffer – kytara, zpěv
- Brian „Head" Welch – kytara, zpěv
- Ray Luzier – bicí